# کوهستان بلو ریج
کوهستان بلو ریج (به انگلیسی: Blue Ridge Mountains) یک رشته‌کوه در ایالات متحده آمریکا است که در کارولینای شمالی واقع شده‌است. کوهستان بلو ریدج ۲٬۰۳۷٫۳۱ متر بالاتر از سطح دریا واقع شده‌است.